# ولادمیر پادرینو لوپز
ولادمیر پادرینو لوپز (انگلیسی: Vladimir Padrino López؛ زادهٔ ۳۰ مهٔ ۱۹۶۳) وزیر دفاع ونزوئلا است.

## نظامی‌گری
در ۵ ژوئیه ۱۹۸۴ از دانشکده نظامی دانش‌آموخته شد. در کودتای نافرجام در ونزوئلا (۲۰۰۲) او در فورته تیونا فرمانده بود.